# ボタン (植物)
ボタン（牡丹、学名: Paeonia suffruticosa）は、ボタン科ボタン属の落葉低木。または、ボタン属（Paeonia）の総称。
原産地は中国で、その中国語および日本語での漢字名も「牡丹」である。別名には「花神、花王、洛陽花、百花公主、国色天香、花開富貴、富貴草、名取草、深見草、二十日草、廿日、忘れ草、鎧草、ぼうたん、ぼうたんぐさ」など、数多くの風雅な呼び名がある。
牡丹は観賞用の花木として漢字圏全体に広く栽培されており、その中でも中華庭園に植えることを目的に特化した多くの品種が存在している。また、牡丹の根の樹皮には薬効があり、中国では古くから漢方薬として利用されている。
以前はキンポウゲ科に分類されていたが、おしべ・花床の形状の違いから、クロンキスト体系ではシャクヤクと共にビワモドキ目に編入され、今は独立の「ボタン科」とされている。APG IIIではユキノシタ目とされる。

## 特徴

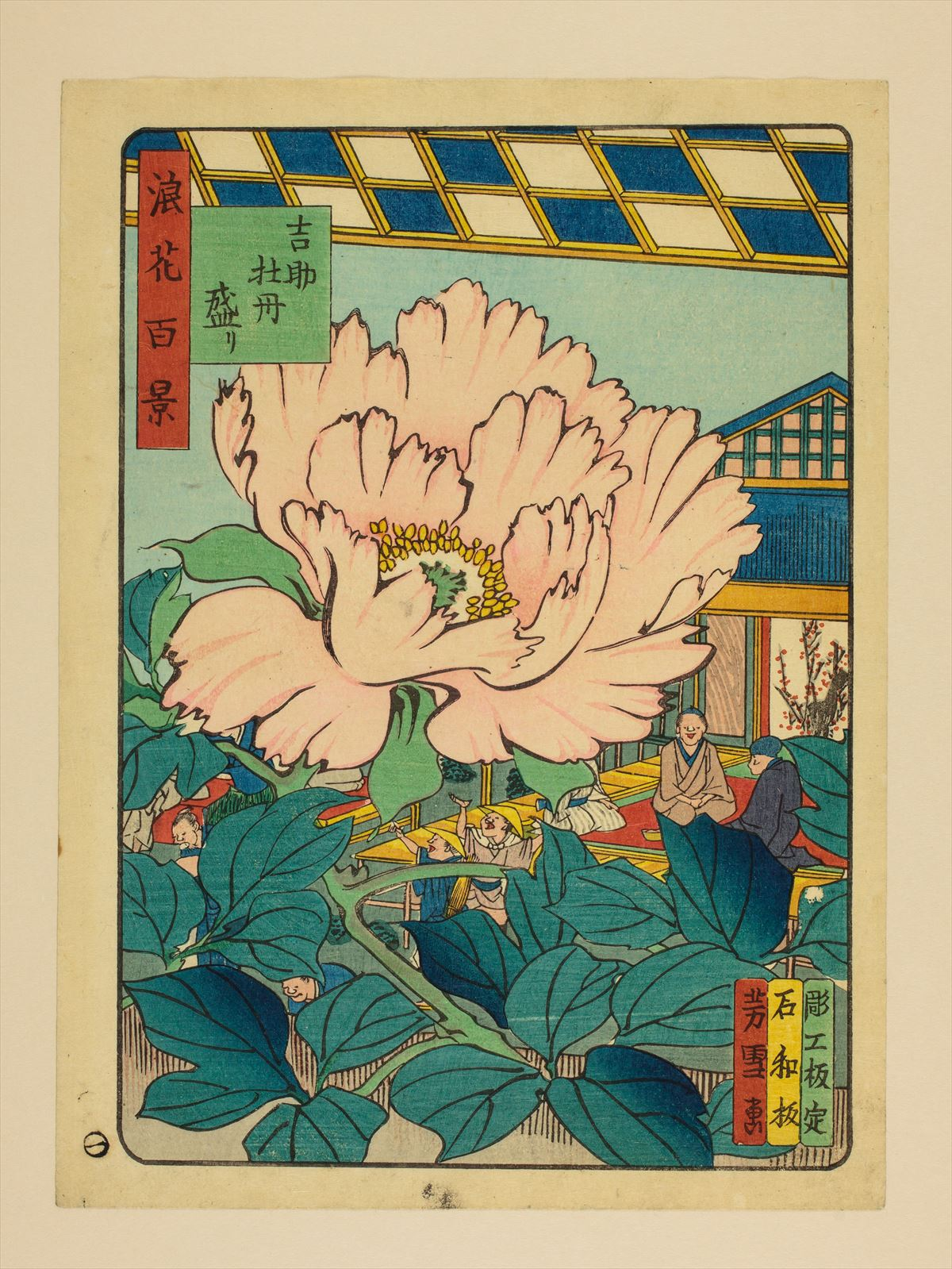
ボタンの栽培は元禄時代から盛んになり、幕末期、高津西坂下の植木屋百花園松井吉助のものは「吉助の牡丹」として名所に数えられた

原産地は中国西北部。花を観賞するために栽培されている。落葉広葉樹の低木で、高さは50 - 180センチメートル (cm) 。幹は直立して枝分かれする。枝は太くて無毛である。樹皮は淡褐色から茶褐色で、浅く割れて剥がれる。葉は1回3出羽状分裂し、小葉は卵形から披針形をしており、葉先は2 - 3裂するか全縁である。
花期は初夏（5月ごろ）。本年枝の上端に、大型の花を1個つける。冬牡丹は、春咲きの品種を温度調節して冬に咲かせたものである。
冬芽は鱗芽で、頂芽は互生する側芽よりも大きく、長さ2 - 3 cmもある。芽鱗は6 - 8枚あり、内側の芽鱗は濃赤褐色をしている。
元は薬用として利用されていたが、盛唐期以降、牡丹の花が「花の王」として他のどの花よりも愛好されるようになった。たとえば、『松窓雑録』によれば、玄宗の頃に初めて牡丹が愛でられるようになったものの、当時は「木芍薬」と呼ばれていたと記載される。また、隋の煬帝や初唐の則天武后が牡丹を愛でたという故事がある。ただし郭紹林はこれらの故事を慎重に検討し、虚構であると結論づけている。
清代以降、1929年までは中国の国花であったとされることもあるが、清政府が公的に制定した記録はみられない。1929年、当時の中華民国政府は国花を梅と定めた。中華民国政府が台湾に去った後、公式の国花は定められていなかった。中華人民共和国政府は近年、新しく国花を制定する協議を行い、牡丹、蓮、菊、梅、蘭などの候補が挙げられたが、決定に至らなかった。
日本への渡来は、単弁花であったが、現在栽培されているものは重弁もあり、色や形は複雑である。

## ボタン属
シャクヤクとともにボタン属に分類され、英語ではどちらも「Peony」と呼ばれるが、木本性のものは以下の種。
木本性のボタン属
- Paeonia decomposita
- Paeonia delavayi (Delavay's Tree Peony)
- Paeonia jishanensis (Jishan Peony; syn. Paeonia spontanea)
- Paeonia ludlowii (Ludlow's Tree Peony)
- Paeonia ostii (Osti's Peony)
- Paeonia potaninii
- Paeonia qiui (Qiu's Peony)
- Paeonia rockii (Rock's Peony)
- Paeonia suffruticosa (Suffruticosa Peony; probably of hybrid origin)

## 園芸
樹高は原種で3メートル (m) 、接木で作られる園芸品種で1 - 1.5 m。
従来は種からの栽培しかできなくて正に「高嶺の花」であったが、戦後に芍薬を使用した接ぎ木が考案され、急速に普及した。
鉢植えや台木苗で市場に出回る。

### 園芸品種

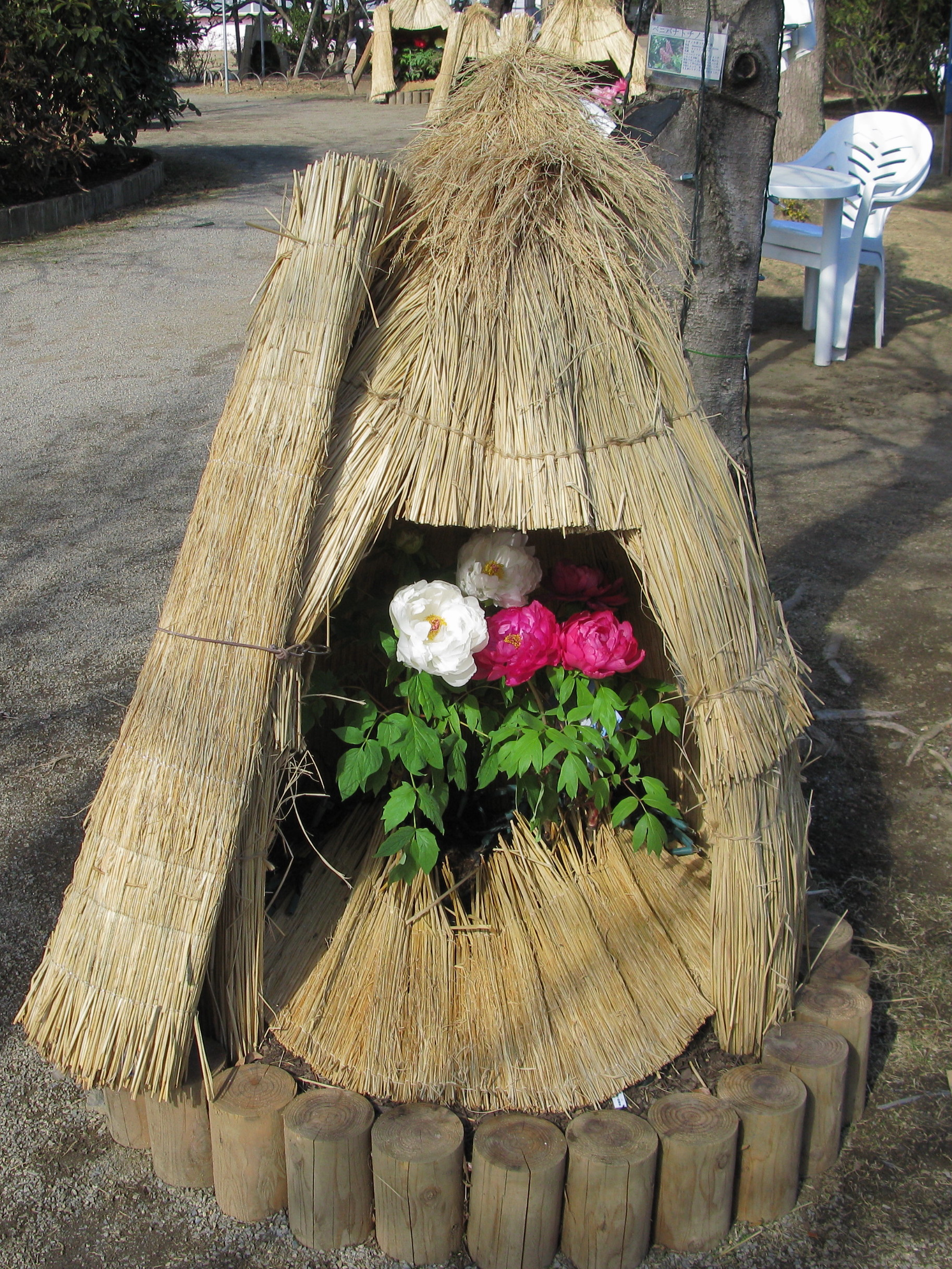
あしかがフラワーパークの冬牡丹

春牡丹春牡丹は4 - 5月に開花する一般的な品種。
寒牡丹春と秋に花をつける二季咲きの変種。通常は、春にできる蕾は摘み取り、秋にできる蕾のみを残し10月下旬から1月に開花させる。
冬牡丹春牡丹と同じ品種を1 - 2月に開花するよう調整したもの。寒牡丹と混同されることが多いが、これは放置すると春咲きに戻ってしまう。
- 日本牡丹・中国牡丹・西洋牡丹（ピオニー）

品種改良が盛んに行われ、園芸品種が非常に多い。花色も豊富（原種は紫紅色）で、花形も多彩である。
- 赤・赤紫・紫・薄紅・黄・白
- 一重・八重・千重、大輪・中輪

なお、日本の正月に飾られるハボタンはアブラナ科で、葉の形が牡丹の花に似ているが、別種で、放置すればそのうちにアブラナに似た花が咲く。また、夏に咲く草丈10センチメートルほどのマツバボタンはスベリヒユ科の園芸品種で、これも別種である。
- ‘紫雲殿’（しうんでん）
- ‘八重桜’（やえざくら）

### 栽培
牡丹苗はシャクヤクを台木に接ぎ木した苗が作られ、販売もされて流通している。春に花付の鉢植えが、秋に苗木が売られるので、それで育てる。
日当たり、排水が良く、膨軟土を好むため、深く耕して堆肥を施し、高畦にして植え付ける。夏の西日は避けるほうがよい。花後は株の衰弱を防ぐために、首の部分から切り落とし、お礼肥を施す。植え付けや株をいじるのは、9月下旬から10月下旬が適している。
実生でも育てられるが、発芽しないリスクもあり開花まで時間もかかるので、一般的ではない。
秋の苗木は根を切っているので、植えた翌春に咲いても、その後は株が弱り、次に咲くまで時間がかかる。あるいは枯れてしまう。そのため、根が伸びた後で幹を切り二年後に期待するという方法がある。花付のものも花が終わると秋には鉢増しをする。土は腐植をたくさん含んだ肥沃なものを使用する。なお夏には休眠するので、葉は取る。
春に台木からシャクヤクの芽が伸びてくるが、これはすぐに摘み取る。放置すると接木されたボタンの生育の妨げとなり、最悪の場合、ボタンが枯死して完全にシャクヤクの株に戻ってしまう。

## 薬用
根の樹皮部分は牡丹皮（ぼたんぴ）と称される生薬で、日本薬局方にも収録されている。シャクヤク台に接ぎ木したボタン苗から栽培を始めて、薬用にするときは自根を発生させ、蕾を見たら摘除して育て、根を掘り取るまでに5年以上はかかる。9月下旬から10月上旬ごろに根を掘り取って水洗いし、竹べらなどで皮部を裂いて10 cmほどに切り、天日乾燥して調整される。
薬効成分はペオノールで、消炎、解熱、止血・鎮痛、浄血、月経痛、子宮内膜炎などに効用があると言われている。漢方では主に婦人病薬に配剤されていて、大黄牡丹皮湯、六味地黄丸、八味丸、杞菊地黄丸など漢方薬の原料になる。民間療法では、産後の諸病に、根皮1日量6グラムを水600 ccで半量になるまで煎じて、3回に分けて服用する用法が知られている。

## 文学・美術

### 中国文学
中国文学では盛唐以後、詩歌に盛んに謳われるようになった。
- 李白
「清平調詞」其の二:「一枝濃豔露凝香、雲雨巫山枉斷腸。借問漢宮誰得似、可憐飛燕倚新妝」
楊貴妃の美しさを牡丹になぞらえた。
- 白居易（白樂天）
「牡丹芳」:「花開花落二十日、一城之人皆若狂」（花開き花落つ二十日、一城の人皆狂ふが若し）
「長恨歌」でも楊貴妃を牡丹・梨花・柳に例えた。
- 劉禹錫
「賞牡丹」:「唯有牡丹真國色、花開時節動京城」
- 郭延沢（かくえんたく）牡丹詩千首を詠んだ
- 『牡丹燈記』（怪異小説集『剪灯新話』の一編。日本の怪談『牡丹灯籠』や歌舞伎『怪異牡丹燈籠』の原案）

### 日本文学
- 日本では8世紀には栽培されていたようであるが、文学に登場したのは『枕草子』が最初である（「殿などのおわしまさで後」の条）。
- 夏、初夏の季語。そのほか牡丹の芽は春、初春の季語、狐の牡丹は晩春、牡丹焚火は初冬、冬牡丹、寒牡丹、冬の季語。
- 「人しれず 思ふこころは ふかみぐさ 花咲きてこそ 色に出でけれ」（賀茂重保 『千載集』）
- 「形見とて みれば嘆きの ふかみ草 なに中々の にほひなるらむ」（藤原重家 『新古今集』）
- 「咲きしより 散り果つるまで 見しほどの 花のもとにて 二十日へりけり」（関白前太政大臣 『詞花和歌集』）
- 『蕪村発句集』与謝蕪村は大坂出身の俳人で、牡丹の句を多く残した。
「牡丹散（ちり）て 打かさなりぬ 二三片」
「閻王（えんおう）の 口や牡丹を 吐かんとす」
「ちりて後 おもかげにたつ ぼたん哉」
- 曲亭馬琴:「南総里見八犬伝」で牡丹が獅子の力を押さえ込む霊力があることに着目して、牡丹紋を八犬士の象徴とした。
- 「冬牡丹 千鳥よ雪の ほととぎす」（松尾芭蕉）
- 「戻りては 灯で見る庵の ぼたんかな」（加賀千代女）
- 「福の神 やどらせ給ふ ぼたん哉」（小林一茶）
- 「一つ散りて 後に花なし 冬牡丹」（正岡子規）
- 高浜虚子
「一輪の 牡丹かがやく 病間かな」
「そのあたり ほのとぬくしや 寒ぼたん」
「鎌倉の 古き土より 牡丹の芽」
「白牡丹と いふといへども 紅ほのか」
- 「白牡丹 李白が 顔に崩れけり」（夏目漱石）
- 「牡丹花は 咲き定まりて 静かなり 花の占めたる 位置のたしかさ」（木下利玄）

### 絵画
多くの文人墨客が牡丹を愛し、描いてきた。

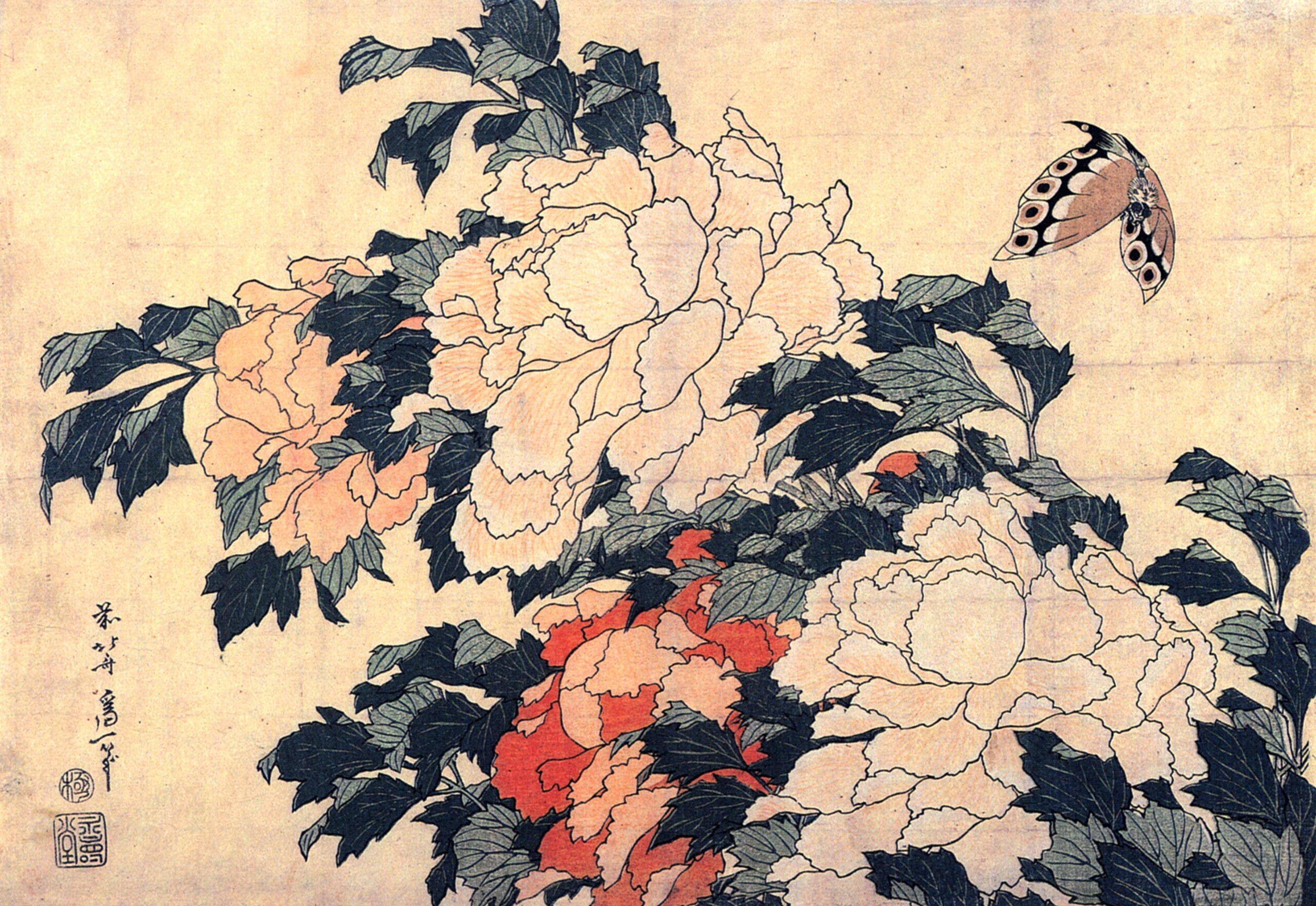
牡丹に蝶（葛飾北斎・画）

- 狩野山楽「牡丹図」（安土桃山時代、大覚寺宸殿・牡丹の間の襖絵18面、重要文化財
- 葛飾北斎「牡丹に蝶」
- 速水御舟「牡丹」、「墨牡丹」[8]

ほか

### 文様
着物を始め、陶磁器や漆器、家具などの文様に好んで描かれてきた。雛人形の調度にも牡丹をあしらった道具が並ぶことが多い。また、想像上の霊獣である「唐獅子」と組み合わせた「牡丹唐獅子」の意匠も好まれ、多く工芸や刺青などの題材に使われた。
- 「青漆塗牡丹沈金中平」（輪島塗）[9]
- 唐獅子牡丹紋角形水滴[10]
- 建築の意匠[11]
  - 日光東照宮の彫刻（東西廻廊など）[12]

### 家紋

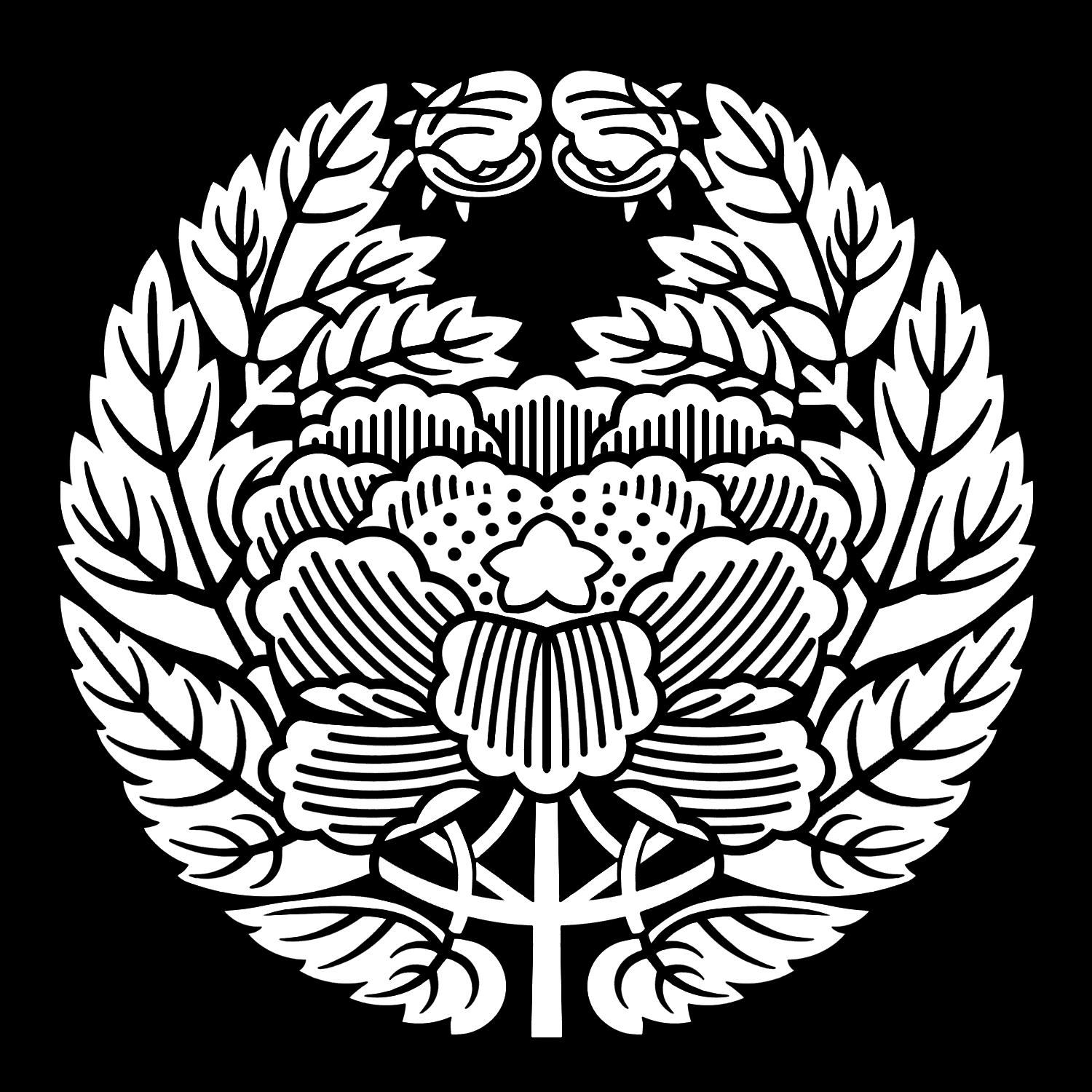
牡丹紋
近衛牡丹

牡丹紋
大割り牡丹

牡丹紋（ぼたんもん）は日本の家紋の一種。牡丹の花や葉を図案化したものである。
日本の朝廷に於いて関白を務めた近衛家が車紋（牛車に描かれる紋）として使用したのが初めといわれる。京都東本願寺へ、近衛家の子女が幾度か嫁したことを縁に真宗大谷派の宗紋ともされている。
「杏葉牡丹」「落ち牡丹」「大割牡丹」「抱き牡丹」「向こう牡丹」「立ち牡丹」「鍋島牡丹」「島津牡丹」等がある。

## 牡丹の名所
- 福島県須賀川市の市の花。市内にある須賀川牡丹園は18世紀明和年間に摂津国（現・兵庫県宝塚市）から持ち帰った牡丹を栽培したのが始まりとされており、現在は国の名勝に指定されている。
- 新潟県五泉市 - 市内の東公園に牡丹園が併設され、120品種5,000株が栽培されている。また開花時期に合わせ、牡丹祭り（花木祭り）が開催される（5月上旬頃 〜 中旬）なお同市は、全国の二大牡丹産地の一つでもある。
- 埼玉県東松山市の市の花。市内には箭弓稲荷神社牡丹園と東松山ぼたん園と、2つの大きな牡丹園が存在する。また、同地に所在する、大型ショッピングモールピオニウォーク東松山は牡丹（Peony）にちなんで命名された。
- 東京都では西新井大師、上野東照宮ぼたん苑など
- 茨城県はつくば牡丹園など
- 群馬県は正蓮寺など

- 神奈川県横浜市金沢区の区の花。
- 神奈川県はこの他鎌倉市の鶴岡八幡宮など
- 長谷寺（奈良県桜井市）では登廊・東参道・本坊前に150種7,000株が植えられ、花の御寺と呼ばれている。

- 島根県の県花。島根県大根島、赤名観光ぼたん園、御嶽ぼたん園などが牡丹の名所として知られている。
- 島根県松江市八束町の町の花。同町の牡丹は300年前に遠州（静岡県）の秋葉山から同町の全隆寺の住職がもともと薬用として持ち帰られたものと伝えられている。

## そのほか

### 衣装
平安貴族社会で決まっていた「襲（かさね）の色目」の取り合わせで、「表が白、裏が紅梅」のものは「牡丹」と呼ばれた。

### 名前に牡丹の付く食べ物
- 「牡丹餅」（ぼたもち）ボタンの咲く時期の彼岸（春の彼岸）に供えられる、または、食される菓子。同じ餅が秋の彼岸には「おはぎ」と名称が変わる。
- 「司牡丹」（つかさぼたん）は高知県佐川町の地酒の銘柄。田中光顕が命名したという。
- 「牡丹鍋」（ぼたんなべ）は猪肉を味噌味で食べる鍋。
- 「水牡丹」「寒牡丹」などの菓銘のついた上生菓子も多数存在する。
- 「白牡丹」（はくぼたん）は広島県東広島市西条の地酒の銘柄。創業1675年(延宝3年)。京の五摂家の一つ鷹司家より酒銘を拝受。

## 関連語句
- 花言葉は「王者の風格」
- 「立てば芍薬 座れば牡丹 歩く姿は百合の花」という美女の形容として使われる言葉がある。ボタンが木（灌木）であるのに対し、他の二つは草（多年草）に分類される。
- 「獅子に牡丹」「牡丹に唐獅子」は、獅子は「百獣の王」、牡丹は「百花の王」と呼ばれ、よい組み合わせとされる。「男気」の象徴。唐獅子牡丹は、工芸品、刺青[13]、侠客伝映画の題名（「昭和残侠伝唐獅子牡丹」、「緋牡丹博徒」など）にも見られる。
- 花札では6月の絵柄として、「牡丹に蝶」、「牡丹に青短」、カス2枚が描かれる。
- 記念切手：ふるさと切手『須賀川の牡丹』
- 童歌：今年の牡丹（今年の牡丹はよい牡丹）